# Eternal Silence
Gli Eternal Silence sono un gruppo musicale symphonic metal italiano, formatosi nel 2008 in provincia di Varese.
Negli anni hanno pubblicato 4 album in studio, 2 EP e un demo, partendo da un symphonic metal fortemente influenzato da band come Epica e Nightwish, oltre che dalla cultura gotica, per poi incorporare nel loro sound anche elementi più vicini al progressive e al power metal nei lavori successivi.

## Storia del gruppo

### Primi anni,Raw Poetry(2008-2013)
Gli Eternal Silence si formano per iniziativa di Marika Vanni (voce) e Alberto Cassina (voce e chitarra), che iniziano a cercare musicisti con cui suonare symphonic metal. Dopo un periodo di assestamento, la band trova una formazione stabile con l'aggiunta di Alessio Sessa (basso), Matteo Rostirolla (tastiere), Davide Rigamonti (chitarra) e Davide Massironi (batteria). Nel frattempo il gruppo inizia a comporre la propria musica che vede la luce nel demo-EP Darkness & Regret  del 2012, a cui segue la firma di un contratto discografico con l'etichetta italiana Underground Symphony  ed infine la pubblicazione del primo full-length, Raw Poetry, uscito il 21 dicembre 2013, che inizia a mettere gli Eternal Silence sulla mappa del symphonic metal italiano. Nello stesso periodo Matteo Rostirolla decide di lasciare la band, che continuerà d'ora in poi senza un tastierista, una scelta singolare in questo genere, che il mastermind Alberto Cassina ha spiegato anni dopo in un'intervista, adducendo come motivazione la difficoltà nel trovare la persona più adatta al ruolo.

### Chasing Chimera(2013-2015)
Dopo la buona accoglienza del debut album, la band varesina si mette al lavoro sul secondo album, coadiuvata dal produttore Giulio Capone (Moonlight Haze, ex- Temperance, Timo Tolkki). Il 5 Maggio viene pubblicato Chasing Chimera, che ottiene un ottimo riscontro di pubblico e critica, in particolare Metalitalia sottolinea la raffinatezza delle composizioni e il grosso balzo in avanti rispetto al debutto: " gli Eternal Silence trovano in un virtuoso equilibrio in mezzo a tentazioni estreme il proprio punto di forza, risultando in grado di giocare carte vincenti ad ogni tavolo, e non solo sotto un singolo aspetto." (Metalitalia, maggio 2015).

### Mastermind Tiranny(2015-2017)
La band viene messa sotto contratto dall'etichetta lituana Sliptrick Records, con cui pubblica il terzo full-length: "Mastermind TIranny. Si tratta di un disco dichiaratamente più potente e maestoso rispetto ai precedenti, più maturo dal punto di vista compositivo, come sottolineato nelle diverse recensioni. Gli Eternal Silence si spingono in territori più vicini al progressive, con sonorità più aggressive e arrangiamenti più ricercati, senza tuttavia perdere la matrice sinfonica ed elegante che ne è stata un tratto distintivo fin dagli esordi. Con questo lavoro la band lombarda si impone definitivamente all'attenzione internazionale,  iniziando un'attività live in tutta Europa. 
Verso la fine del 2017, lo storico batterista Davide Massironi lascia la band e al suo posto viene ingaggiato il giovane Andrea Zannin.

### I due EP e i tour europei (2018-2020)
Il 2018 è l'anno della consacrazione per gli Eternal Silence, che ad aprile suonano per la prima volta in Russia, con 3 date a supporto dei Therion, per proseguire con una serie di concerti in Francia, Svizzera e Germania insieme ai Temperance. Durante lo stesso anno la band partecipa al Bards of Symphony and Metal tour , una tournée europea di un mese insieme ad Haggard e Sound Storm, toccando dieci paesi nell'area centro-orientale del continente. Sul finire del 2018 viene pubblicato dalla band l'EP Metamorphosis: 2008-2018, per celebrare i primi dieci anni di attività degli Eternal Silence. Nel medesimo periodo, Davide Rigamonti viene sostituito da Enzo Criscuolo alla chitarra. 

### Timegate Anathemae i tempi più recenti
Con la nuova formazione il gruppo si concentra sulla produzione del quarto full length, registrato e prodotto da Michele Guaitoli (VIsion of Atlantis, Temperance, ex-Overtures). 
Durante questo periodo la band arriva alla firma di un nuovo contratto discografico con l'etichetta Rockshots Records. Per via della pandemia di Covid-19, la pubblicazione del disco slitta fino all'autunno del 2021, anticipata durante l'estate dai tre singoli Ancient Spirit, Glide in the Air e Red Death Masquerade. Finalmente l'8 ottobre 2021 esce Timegate Anathema.
Appena dopo la pubblicazione del nuovo lavoro in studio, viene annunciato un nuovo cambio di lineup, con l'ingresso del chitarrista Martino Boneschi (appena diciottenne, già conosciuto come uno dei giovani musicisti più promettenti in Italia) e della violinista Katija di Giulio, che già aveva collaborato con la band registrando le parti di violino in Timegate Anathema.
Il 2022 è completamente dedicato all'attività live, con partecipazioni a festival di rilievo (Milady Metal Festival, Rebirth of Power Festival su tutti) oltre a diverse date in Italia, Svizzera e Germania insieme a band come Rhapsody of Fire, Trick or Treat, Domine, Theatres des Vampires e, nuovamente, Haggard.
Dopo alcuni mesi di silenzio, la band comunica sulle proprie pagine social l'ingresso di Lorenzo Aimo, batterista degli Aevum, in sostituzione di Andrea Zannin. Pochi mesi dopo arriva l'annuncio di un nuovo lavoro discografico, un concept album intitolato semplicemente ' 3'  in uscita per Rockshots Records il 22 dicembre 2023. Il nuovo album viene anticipato nei mesi di ottobre e novembre dai due singoli di lancio: Thread of Life e Prayer of the Resilient.

## Formazione

### Attuale
- Marika Vanni - voce (2008-presente)
- Alberto Cassina - voce, chitarra (2008-presente)
- Martino Boneschi - chitarra solista (2021-presente)
- Katija di Giulio - violino (2021-presente)
- Alessio Sessa - basso (2008-presente)
- Lorenzo Aimo - batteria (2023-presente)

### Ex componenti
• Andrea Zannin - batteria (2017 - 2023)
• Davide Massironi - batteria (2008-2017)
- Enzo Criscuolo - chitarra solista (2018-2021)
- Davide Rigamonti - chitarra solista (2008-2018)
- Matteo Rostirolla - tastiere (2008-2013)

## Discografia

### Album in studio
- 2010 - Darkness & Regret (demo EP)
- 2013 - Raw Poetry
- 2015 - Chasing Chimera
- 2017 - Mastermind Tiranny
- 2018 - Metamorphosis: 2008-2018 (EP)
- 2019 - Renegades (EP)
- 2021 - Timegate Anathema